# Hallormstaðaskógur
L'Hallormsstaðaskógur è una foresta nazionale islandese, situata nei pressi della città di Egilsstaðir. Con un'estensione di circa 740 ha, è una delle foreste più grandi d'Islanda. L'area è dotata di circa 40 km di percorsi segnalati e sentieri, di un arboreto, due campeggi, svariate aree pic-nic, un hotel ed un noleggio di barche e cavalli.

## Storia
Nel 1905, le parti residuali di una foresta di betulle nella fattoria Hallormsstaður furono dichiarati area protetta, divenendo la prima foresta nazionale ufficialmente istituita in Islanda. Attualmente le betulle coprono circa 350 ettari all'interno della zona recintata originale e varie altre specie arboree sono state piantate su altri 200 ettari, per un totale di circa 85 specie di alberi presenti nella foresta.

## Natura
La foresta fornisce cibo, siti di nidificazione e protezione dai predatori per diverse specie di uccelli. Residenti per tutto l'anno includono: l'organetto, lo scricciolo, il regolo comune, la pernice bianca ed il corvo comune. In estate la foresta ospita il tordo sassello, il beccaccino e la pispola insieme alla beccaccia ed alla motacilla.